# クロツヤバエ
クロツヤバエ（黒艶蝿）は、双翅目クロツヤバエ科 (Lonchaeidae) に属する種の総称。小型で黒っぽく、多少なりとも金属様光沢をもつものが多い。メスの腹端は槍状に伸びる。2012年までに世界でおよそ520種あまりが記載されている。和名は体の色合いに由来し、学名はタイプ属 Lonchaea （ギリシャ語：lonchaios ランス (槍)の－）に科名を示す語尾-idaeを付したもの。

## 分布
世界に広く分布し、ニュージーランドを除く主な地域に分布する。日本でも数種が記録されているが、研究は不十分である。

## 形態
体長は3-6ミリ程度と小形で、一般的な”無弁翅類”の姿をしている。多くは科和名のとおり体は黒く光沢をもつが、ときに褐色のものやLamprolonchaea smaragdi のように緑色の金属光沢のある種などもいる。頭部は概ね半球状で複眼が大きく、頬は非常に狭い。胸は丸味を帯び、腹部はやや上下に扁圧される。メスでは腹端が長く槍状になる。翅は一般には透明で、ときに曇ったり褐色を帯びるものがあり、多くの種で丸味のある長三角形状。脚は腿節と脛節が黒く跗節が褐色がかるのものが多い。その他、本科を識別するための特徴のいくつかを、主として『新訂 原色昆虫大圖鑑』（2008）にあるハエ目の検索表を参考に以下に挙げる。
- 翅
  - 第2基室（bm室ともいう）とcua室（cup室・臀室・肛室ともいう）は完全に閉じており、cua室の外縁は単純な円弧状。
  - C脈（前縁脈）の切れ目は1箇所のみ、Sc脈（亜前縁脈）の合流点の直前にあるが切れ方はやや不完全。
  - 多くのものでc室（C脈とScとに囲まれた部分）ではC脈がやや前方に張り出すためc室が幅広く大きくなる。
  - C脈はM1+2脈（M1脈ともいう）で終わる。
  - Sc脈は完全（途中で消えたりしない）で緩やかに湾曲し、R1脈とは融合したり合着したりしない。
  - 平均棍は全体に黒色なのが普通。

- 頭部
  - 額眼縁剛毛（眼縁剛毛）は1本のみで強く発達し、後傾する（先端が後方に向く）。
  - 各1対の内頭頂剛毛と外頭頂剛毛も強く発達する。
  - 単眼剛毛も同様に強いが、1対の後単眼剛毛は発達が弱く離反的（先端がそれぞれ外側に向く）。
  - 触角の刺毛（arista）には微毛があるが、枝毛はない。
  - 鬚剛毛はない。ただし時に亜鬚剛毛の1本もしくは数本が太くなって鬚剛毛のように見えることもある。

- その他
  - 全脚の脛節の背面には亜末端剛毛がない。ただし中脚背面には弱く目立たない刺毛があることがある。
  - 上前側板の後縁には複数の強い剛毛がある。

## 生態
幼虫の大部分は植食性で、葉に食害をもたらすことが知られているが、腐食性、捕食性などの種も知られている。例えば Lamprolonchaea smaragdi は、トマトに食害をもたらす害虫として扱われる。

## 分類
科の記載年
科の原記載とされるLoewの報告が掲載された報告書の表紙には1861年と明記されていることから、それに従うのが一般的であるが、国際動物命名規約委員会（ICZN）（1963）のOpinion 652 (4)には1862年と記されている。
科内の分類
一般に以下の2亜科9属に分類されている。そのうちDasiopinae亜科は Dasiops 属のみからなり、前気門の後ろ（中胸上前側板の前縁上部）から前気門側に向って生える剛毛（”気門後剛毛”：stigmatical hairs / poststigmatal bristles）を持つことで区別される。したがって、この剛毛をもたないものが Loncaeinae亜科に分類される。
2012年6月までに世界から記録されているのは以下の9属523種とされる。
- Dasiopinae　亜科
  - Dasiops Rondani, 1856 - 127種
- Lonchaeinae　亜科
  - Chaetolonchaea Czerny, 1934 - 7種
  - Earomyia Zetterstedt, 1842 - 23種
  - Lamprolonchaea Bezzi, 1920 - 20種
  - Lonchaea Fallen, 1820 - 212種
  - Neosilba McAlpine, 1982 - 30種
  - Protearomyia McAlpine 1962 - 8種
  - Setisquamalonchaea Morge, 1963 - 4種
  - Silba MacQuart, 1851 - 92種